# Ctenochiton paraviridis
Ctenochiton paraviridis är en insektsart som beskrevs av Henderson, Hodgson in och Hodgson 2000. Ctenochiton paraviridis ingår i släktet Ctenochiton och familjen skålsköldlöss. Inga underarter finns listade i Catalogue of Life.